# 1737 en santé et médecine
| Années de la santé et de la médecine : 1734 - 1735 - 1736 - 1737 - 1738 - 1739 - 1740    |
| Décennies de la santé et de la médecine : 1700 - 1710 - 1720 - 1730 - 1740 - 1750 - 1760 |

Cet article présente les faits marquants de l'année 1737 en santé et médecine.

## Événements
Allemagne

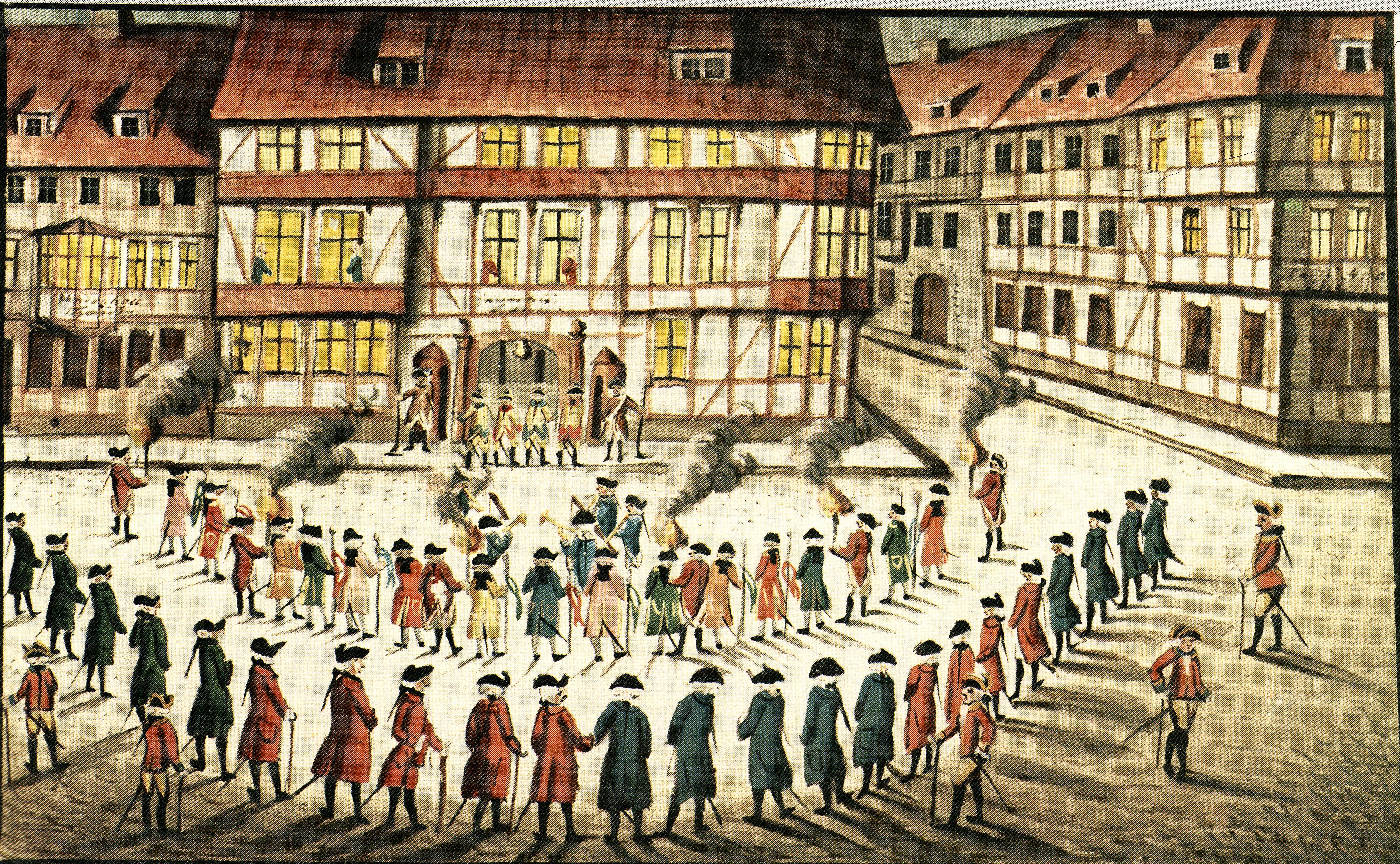
Défilé des étudiants de Göttingen à l'occasion de l'inauguration de l' Université

- 17 septembre : inauguration de l'Université de Göttingen[1].

France
- Dunkerque reçoit ses lettres patentes pour l'ouverture d'un hôpital général[2].

## Prix
- Médailles de la Royal Society
  - Médaille Copley : John Belchier, médecin, pour l'observation des tissus en utilisant des teintures[3].

## Naissances
- 4 janvier : Louis-Bernard Guyton-Morveau (mort en 1816), chimiste, jurisconsulte et homme politique français, très impliqué en santé publique[4].
- 6 janvier : Philibert Chabert (mort en 1814), vétérinaire français[5].
- 5 août : Johann Friedrich Struensee (mort en 1772), médecin et homme politique danois d'origine allemande[6].
- 12 août : Antoine Parmentier (mort en 1813), pharmacien, agronome, nutritionniste et hygiéniste français[7].
- 9 septembre : Luigi Galvani (mort en 1798), physicien, professeur d'anatomie et médecin italien[8].

## Décès
- 7 mai : Giovanni Domenico Santorini (né en 1681), anatomiste italien, ayant laissé son nom à plusieurs structures anatomiques[9].